# 23andMe
23andMe, Inc.（トゥウェンティー・スリー・アンド・ミー）は、カリフォルニア州サニーベールを拠点とする個人ゲノム解析およびバイオテクノロジーを行う公開会社である。（※ただし、日本国内に在住する人物の場合は申込みが出来ない）
分析対象の唾液サンプルを顧客が提供する消費者向け遺伝子診断サービスを提供することで知られている。分析にはSNP遺伝子多型が使用され、検査対象者の系統や健康の遺伝的特徴に関するレポートが作成される。会社名は、人間の正常な細胞に含まれる23対の染色体にちなんだものである。
健康に関する遺伝子検査を巡ってアメリカ食品医薬品局(FDA)との間に争議があったが、2015年10月からはアメリカ合衆国における検査項目はFDAで認可されたものに改められている。2014年10月からカナダ、2014年12月からイギリスにおいても、系統と健康関連双方の検査項目の販売を行っている。
23andMeは2007年、系統に関する常染色体のDNA検査を提供する初めての会社となった。現在では他の主要企業においても実施されている。23andMeの唾液を基にした消費者向け遺伝子診断は、2008年にタイム誌の「今年の発明品」に選ばれている。

## 歴史
23andMeは、リンダ・アヴェイ(Linda Avey)およびポール・クゼンザ(Paul Cusenza)、アン・ウーチスキ(Anne Wojcicki)により、個人の遺伝子診断および遺伝子解読の提供を目的に、2006年に設立された。2007年にはGoogleが、ジェネンテック、New Enterprise Associates、Mohr Davidow Venturesと共に、390万ドルを投資している。ウーチスキは当時、Googleの共同創設者のセルゲイ・ブリンと婚姻していた。
クゼンザは2007年に23andMeを離れ、翌年にNodal ExchangeのCEOとなり、アヴェイは2009年に同社を去り、2011年にCurious, Inc.を共同設立している。
2012年、23andMeはシリーズDベンチャーラウンドにより5千万ドルを調達し、5260万ドルの資産を2倍にした。2015年にはシリーズEの1億1500万ドルの投資を受け、資本は2億4100万ドルとなった。
2017年6月、映画「怪盗グルーの月泥棒 3D」のグルーをキャラクターにブランド広告を行った。さらに2018年には、ウォーレン・エドワード・バフェットナレーションによる広告を行っている。。
2017年9月、15億ドルの評価額により2億ドルの投資を受けるという噂が出たが、その時点(投資前)で、設立以来2億3000万ドルを調達している。その後、17億5000万ドルの評価額により2億5000万ドルの投資を受けたと報告された。
23andMeは2018年7月25日、グラクソ・スミスクラインとの提携を公表し、グラクソ・スミスクラインにおける新薬の開発に、5百万人の顧客の検査結果の利用が可能となった。グラクソ・スミスクラインは23andMeへ3億ドルを投下している。
2020年1月、23andMeは約100人の従業員解雇を公表した。
2020年7月には、23andMeとグラクソ・スミスクラインは、提携後初の臨床試験結果「両社により共同開発された癌治療における共有資産」を発表した。
2020年12月、シリーズFの投資ラウンドにより約8250万ドルの調達を行い、総額8億5000万ドルを超える投資額となった。新規投資後の評価額は公表されていない。
2021年2月 23andMeは、35億ドルにて、リチャード・ブランソンの特別買収目的会社であるVG Acquisition Corpとの合併における最終合意が行われたことを発表した。
2021年6月、23andMeはVG Acquisition Corpとの合併を完了した。合併後の名称は23andMe Holding Co.となり、2021年6月17日よりティッカーシンボル「ME」にてNASDAQにおける株式取引が開始された。
2021年10月、23andMeは遠隔医療サービスを提供するLemonaid Healthを2021年12月に4億ドルで買収することを発表した。
2025年3月、23andMeはデラウェア州で連邦倒産法第11章の適用を申請した。

## 行政規制
新規の遺伝子検査サービスおよび、ゲノムの大部分がマッピング可能となる能力に関して、結果が有意義に解釈されるか、または遺伝的差別を引き起こすか、などの疑問が投げかけられた。遺伝子検査会社への規制環境は不明確であり、別種の遺伝子検査に対しても、予期されるリスクに基づく規制は具体化されていない。

### 州規制
2008年、ニューヨーク州およびカリフォルニア州ではそれぞれ、23andMeおよび類似企業に対し、各州におけるサービスの提供に当たってはCLIAライセンスの取得が必要である旨の通知を行った。23andMeは2008年8月までにライセンスを取得し、カリフォルニア州における事業継続を可能にした。

### FDA
アン・ウーチスキによれば、23andMeは2008年以降、FDAとの間で対話を行っているとのことであった。2010年、FDAはゲノム検査会社に対し、各社の遺伝子検査は医療機器と見なされるため、販売にあたっては政府の許可が必要との通達を行っている。同様の通達は、23andMeがサービスに使用する器具やチップの生産を行っているIlluminaへも行われた。23andMeのFDA認可の最初の申請は、2012年7月および9月に行われた。
2013年11月、FDAは、「研究利用限定」とラベリングされた器具やチップ、および医療用として許可された器具やチップが使用された遺伝子解析と検査サービスの分類方法に関するガイダンスを公表した。
同時期、23andMeからの連絡が6ヶ月間途絶えた後、FDAは、「個人ゲノムサービス(personal genome service(PGS))の意図された利用を解析的、医療的に立証」しなかった、また「FDAはPGSの不正確な結果に伴う公衆衛生に懸念がある」として、23andMeに対し、唾液採取キットおよび個人ゲノムサービスの販売禁止を通告した。2013年12月2日時点で、23andMeはPGSの宣伝を取り止めたが、販売は継続した。同年12月5日時点では、23andMeは解析前の遺伝子データおよび系統関連の検査結果のみの販売を行った。
23andMeは、2013年11月25日公共メディアに対し、「23andMeは、スケジュールおよび報告に関してFDA提示の条件を満たしていないことを認識している。我が社にとってFDAとの関係は非常に重要なものであり、FDAの懸念事項に対し全力で取り組む」と述べた。アン・ウーチスキ最高経営責任者は続けて23andMeのウェブサイト上で次のコメントを公表した。「23andMe、FDA、両者にとっても新規領域であり、今後、当新規産業へ参入する会社が取るべき対応の基礎となるため、FDAにおける規制対応は重要なものとなり、使用されるプロセスおよび技術が厳格な基準をクリアすることは、公衆安全確保を行うに足るサービスとして市民への重要な安心感となる。」
2013年12月5日、23andMeは、監督機関による検証が継続される一方で、FDA指導の下、2013年11月22日より健康に関する遺伝子検査を中止したと発表した。
2014年5月、23andMeが全ての遺伝子検査サービスを提供するため、カナダ、オーストラリア、英国を含む海外における拠点探しを行っていることが報告された。2014年10月以降にカナダで、2015年12月以降に英国にて、系統および健康関連の結果を含むサービスの販売を行っている。
2014年、23andMeはブルーム症候群の保因者検査を販売するため、FDAの510(k)の承認申請を行った。但し条件には、整合性および信頼性がある検査結果であり、唾液採取キットや説明書が顧客が誤った使用をする恐れがない程度に明解であることを示す、また、実施する検査内容がブルーム症候群に関するものであることを示す科学文献の典拠を含むこととあり、当検査は2015年にFDAより許可された。許可時の文書でFDAは、23andMeの他の保因者検査において、同様の申請が不要であると述べている。2015年10月1日、FDAは、23andMeによる他の検査の許可も行った。
2015年10月21日、23andMeはアメリカ合衆国における保因者検査の販売を再開することを発表した。ウーチスキは、FDAおよびメディケア・メディケイドサービスセンター(CMS)の分散研究所への監督機能に関して、「監督機関がどのように作用するかを理解していない部分があった」と述べている。
23andMeは、特定の病気になるリスクを伴う突然変異遺伝子または対立遺伝子の有無の情報を提供する検査の販売を目的としてFDAの「de novo」の承認申請(申請内容には、23andMeの検査結果が一貫性および信頼性があることを示すデータを含む)を行い、2017年4月、FDAは、以下10項目の検査の承認を行った。
- 遅発性アルツハイマー病
- パーキンソン病
- セリアック病
- 遺伝性血栓性素因（英語版）
- α1-アンチトリプシン欠乏症
- グルコース-6-リン酸脱水素酵素欠損症
- 若年性ジストニア
- 血友病C
- ゴーシェ病
- 遺伝性鉄過剰症

FDAはまた、23andMeによる今後の遺伝子リスク検査のための510(k)の申請は免除されるとした。但し、許可されるのは遺伝子リスク検査のみであり、診断のための医学的検査を対象としないことを明示している。
2018年3月、23andMeからのアシュケナジム系の人々に最も一般的な3つのBRCA遺伝子変異に対する消費者向け診断に対するde novoの承認申請に対し許可が与えられた。但し、これらは一般人口における最も一般的なBRCA遺伝子変異ではなく、また検査は既知の遺伝子変異1000個の内の3つの変異に対するものである。当変異は、女性における乳癌や卵巣腫瘍、また男性における乳癌および前立腺癌のリスクを高める。

## 商品

### 消費者向け遺伝子検査

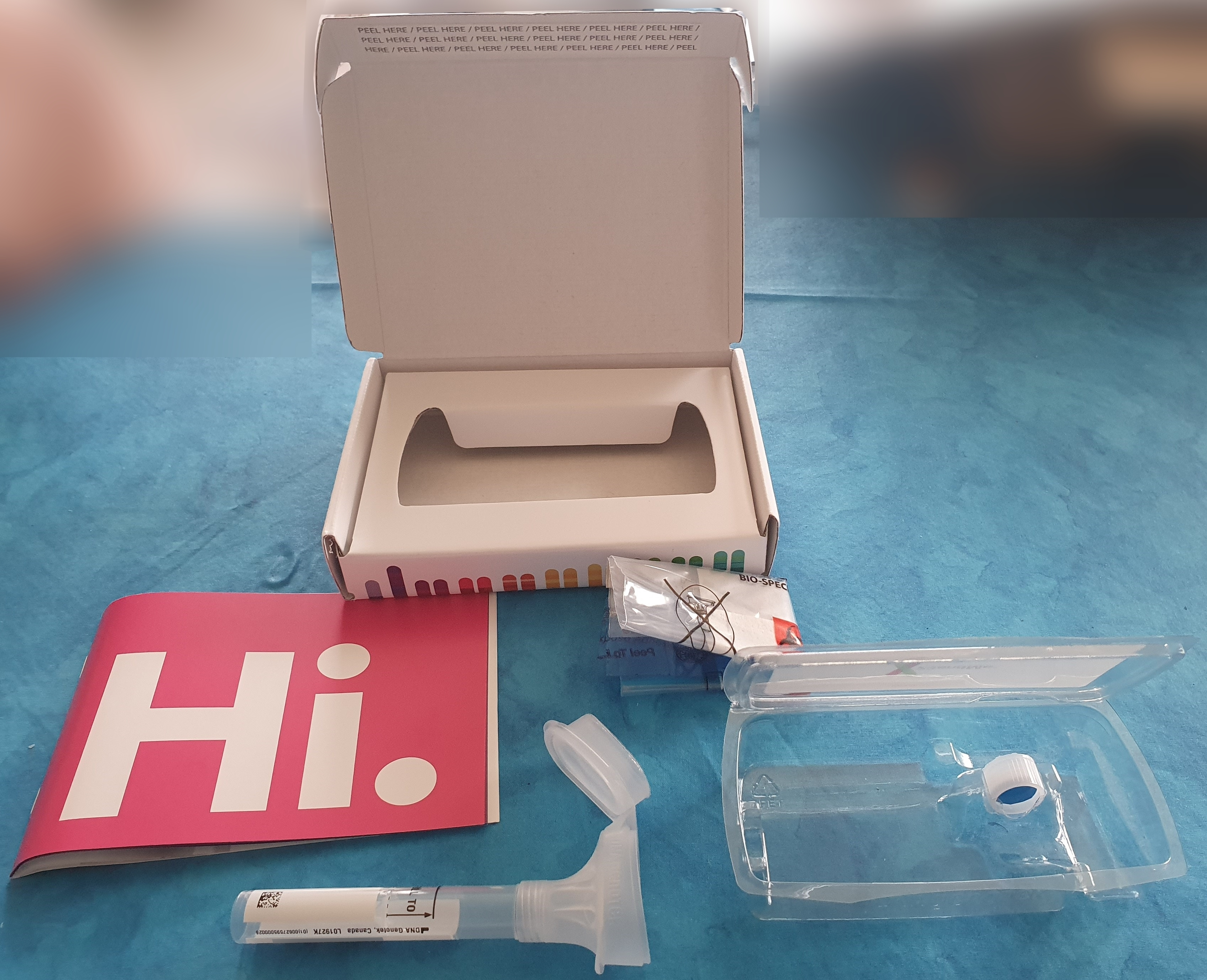
2021年 23andMe ゲノム検査キット

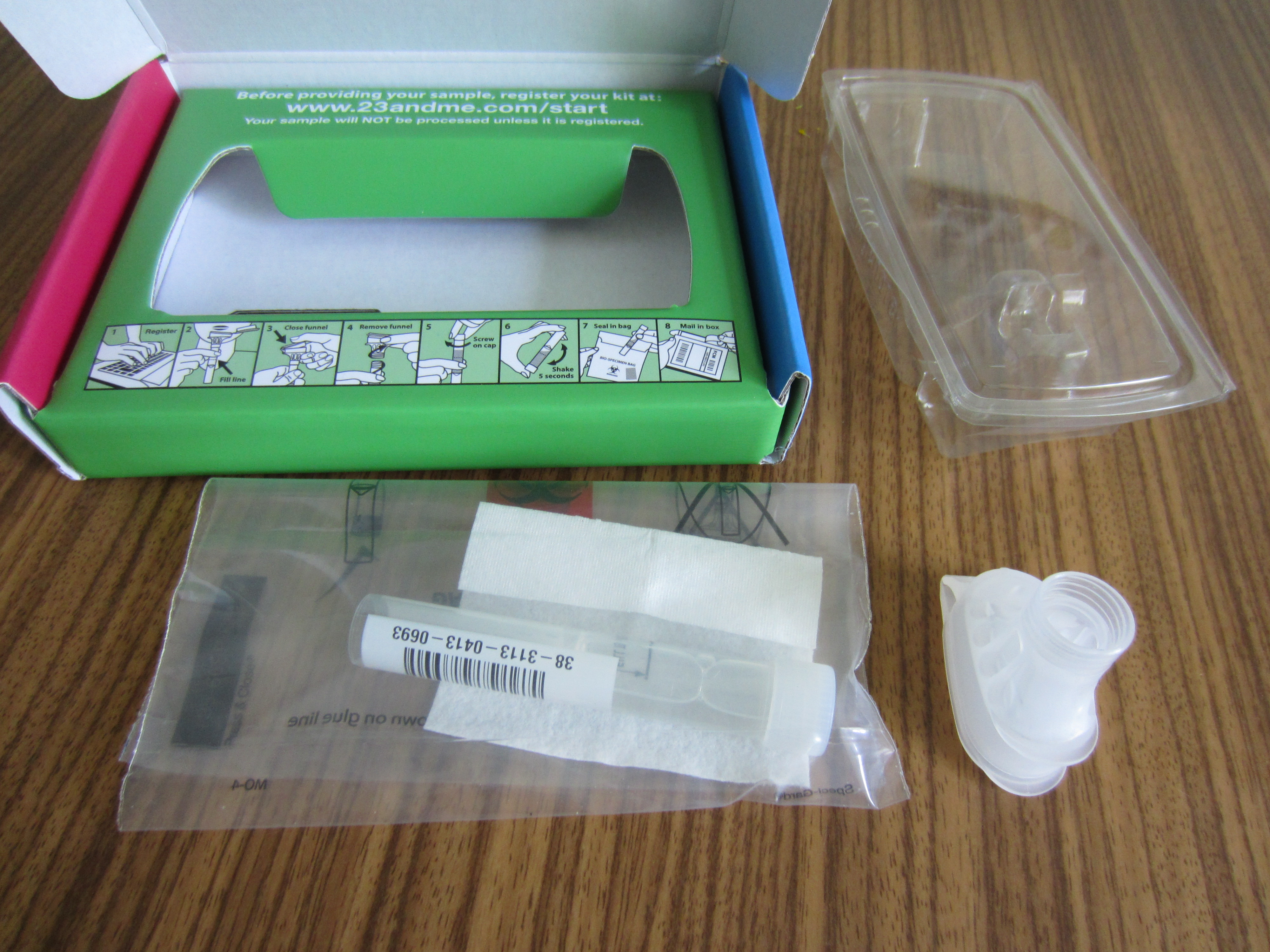
2013年 23andMe ゲノム検査キット

23andMeは、2007年11月に消費者向け遺伝子検査の提供を開始した。顧客は唾液検査サンプル(部分的なSNP遺伝子多型を含む)を提供し、結果はオンラインで発信される。2008年に23andMeにより行われていた「脱毛から盲目にいたる90以上の体質」の判定検査が、タイム誌の「今年の発明品」に選ばれた。
顧客から送られたサンプルは、研究所においてDNAが抽出され、遺伝子型が検出可能になるように遺伝子増幅が行われる。次にDNAが小片にカットされ、表面に多量のマイクロビーズが配置されたマイクロアレイチップに投入される。各ビーズにはDNAプローブが固定されており、膨大な変異の中から検査対象のDNAに一致するようになっている。検査対象サンプルがマイクロアレイと一致した場合、ハイブリダイゼーション、または結合され、プローブに付属の蛍光ラベルによって、対象変異が顧客のゲノム中に存在するか否かが検査者によって判断可能となる。ゲノム全体で一千万から三千万程度存在する変異の内、数万の変異が検査される。これらの情報はレポートにまとめられ、パーキンソン病やセリアック病、アルツハイマー病など、特定の病気に関連する変異がゲノム中に存在するかどうかが顧客に通知される。
解析前の遺伝子データは、顧客によりダウンロード可能となり、顧客は23の染色体、またミトコンドリアDNAから任意の対象を選定し、どの塩基が遺伝子の何処に位置するかの確認や、一般的な変異との比較などを行うことができる。系統関連コンポーネントを購入した顧客は、オンラインにより、系統DNA検査の結果確認を行ったり、系図データベースを含むツールが使用可能となる。顧客はまた、ミトコンドリアDNAハプログループ(母系)、および男性または父系の血縁の場合はY染色体ハプログループの検査結果の確認が可能となる。2013年11月22日より過去に健康関連コンポーネントを購入し、健康関連の検査結果を受け取ったアメリカ合衆国の顧客は、オンラインにより、遺伝形質の評価および遺伝子疾患リスクを確認できる。2013年11月22日以降に検査を購入したアメリカ合衆国の顧客への健康関連の検査結果提供は、2015年後半まで中止された。その間、FDA監査が行われている。カナダと英国の顧客は、一部の(全てではない)健康関連検査結果にアクセス可能である。
2018年2月時点で、23andMeにより3百万以上の個人に対するジェノタイピングが行われている。しかし、FDAによる市場の規制により、顧客の増加率は減少した。
一般的には、ドナーによる懐胎から生まれた人が生物学上の兄弟、また場合によっては、精子や卵子提供者を見つけ出すために23andMeが使用されている。

#### 商品変更
2009年後半、23andMeは遺伝子検査サービスを価格が異なる3つの商品(系統版、健康版、完全版)に分けた。しかし1年後、この決定は新たな商品との組み合わせにより撤回された。2010年後半、医療研究における新発見に伴い更新される月極定期支払いが導入された。定期支払いは顧客に人気がなく、2012年中頃には中止されている。
23andMeは、アメリカ合衆国においては2013年11月22日以降、FDAの許可に伴いキャリアステータスやウェルネスレポートの形式での健康情報の提供が再開される2015年10月21日までは、解析前の遺伝子データおよび系統に関する検査結果のみを販売した。当時ウーチスキは、将来的にはFDAの許可に伴い、疾患リスク情報の提供を予定していると述べている。
消費者向けに提供される完全な検査は、アメリカ合衆国においての価格は2007年の999ドルから2008年には399ドル、2012年には99ドルまで引き下げられ、有益的な顧客データベースを作成するため、ロスリーダーとして販売された。2015年10月、アメリカ合衆国における価格は199ドルに引き上げられたが、2016年9月、健康コンポーネントを125ドルで追加可能なオプションを付加して、系統のみの検査は再度99ドルに下げられた。
2014年10月からカナダにおいて販売された健康関連検査を含む商品の当初の価格は99カナダドル、2014年12月から販売された英国における健康関連検査を含む商品の価格は125ポンドであった。
2018年2月、23andMeは、系統検査結果により、出身地が地域のみでなく、国が判別されるようになることを発表した。また、対象地域は120に増加された。他社同様、アジアおよびアフリカに関するデータはまだ少ない。後に、アフリカ遺伝子プログラム(アメリカ国立衛生研究所の承認の下、2016年10月に発足した)における、サブサハラアフリカ人の募集による少数人種および少数民族のゲノムデータの増加により改善されることになる。アフリカ遺伝子プログラム発足に伴い、2018年2月、世界遺伝子プログラムも発表された。当プログラムの目的は、4人の祖父母が対象国の出身者の場合に無料で検査を提供することにより、データベースにおける情報量が少ない61の国のゲノムデータ量を増大させることであった。2018年4月、23andMeは、ゲノムデータが少ない国に関する研究者との正式な協力体制となる人口協力プログラムを発表した。

#### 追加サービス
2020年10月1日から、23andMeは、「健康 + 系統」サービスのバージョン5のマイクロアレイチップを使用した遺伝子型検査を行った顧客に対し、年間29ドルで新サービス「23andMe+」の提供を開始した。当新サービスは、健康と薬理遺伝学に関する追加レポートや、また、開発中の新レポートやサービスの情報が入手可能になるものである。

### 器具とチップのバージョン
Illuminaにおいて、2010年までは「研究専用」とラベリングされた器具のみを販売していた。2010年初め、FDAによりIlluminaのBeadXpressシステムの臨床試験利用が許可された。

## COVID-19
2020年1月、23andMeはO型血液の人はCOVID-19の感染リスクが低いとの研究結果を発表した。75万人の参加者の内、O型血液の場合は9 - 18%程度ウイルス感染率が低く、ウイルスに曝露された際に13 - 26%程度陽性になりにくかった。研究は続行中である。また、ピアレビューは行われていない。

## 正確性への懸念
複数の顧客において、23andMeと他社の系統検査結果を比較した結果に差異があった。人的ミス、またはデータベースにおける特定国や特定地域のデータが他に比べて過剰など、偏りが元となり対象DNAの解析が異なった可能性がある。系統検査は、DNAが特定の地方を出自とする点における23andMe内での確信度合いを根拠とし、特定の地方に関する確信度が高い、かつ他の地方の確信度が低いことから結果が導き出される。この方法は、DNAにおける低い確信度により特定国が埋もれることから、予期しない結果を導く可能性がある。2018年8月23andMeは、アフリカおよび東アジアにおける対象範囲が拡大されつつあると述べた。偽陽性の可能性もまた、結果を判読する際の顧客側の混乱と無用な懸念の元になる。
2019年、サウサンプトン大学の研究において、深さよりも幅を強調した消費者向け検査の例として23andMeを上げ、あるケースでは特定の癌の原因となる可能性がある数千の遺伝子変異の内の数種のみしかチェックしていないとし、一般的にそのような検査は信頼性がないと述べた。

## インフォームドコンセントとプライバシーへの懸念
Webでの取り引きにおいて、検査のためにサンプルを提供する顧客との間で、23andMeがインフォームド・コンセントを得られているかどうかについて、遅くとも2013年には懸念が上がっていた。
23andMeはDNA検査を依頼した顧客から遺伝子情報や個人情報だけでなく、23andMeのWebサイトや商品、ソフトウェア、クッキー、スマートフォンアプリケーションなどにより取得した顧客のWeb上の行動に関する情報をも収集する。23andMeの利用規約とプライバシーポリシー(クッキー、取得されたデータの公開、ターゲット広告)における複数のポリシーの取り合わせは、医療保険会社や製薬会社、広告代理店、バイオテクノロジー会社、司法機関などにとって貴重なデータ発掘場所となる。顧客は23andMeにおけるこれらデータの利用方法を正確には把握していない可能性があり、常に情報漏洩の危険性がある。

### アメリカ合衆国
23andMeは、顧客がどの州に居住しているかにより、個人情報や情報公開に関する各州の法に従う必要がある。23andMeは医療提供者ではないため、医療保険の相互運用性と説明責任に関する法律(HIPAA)などの医療機関が従うべき標準のプライバシーポリシーに従う必要はない。調査によれば、全顧客の内9%のみが実際に利用規約を読んだことを示しており、検査に伴う合意は、十分な認識に伴う許可なしに行われていることを示唆している。さらに、23andMeのプライバシーポリシーは顧客の混乱を招く恐れがある。以下のように、プライバシーポリシーの複数の条項において、合意の有無に関わらずデータが第三者に開示可能となる。
4(b)項 「当社は、当社におけるお客様へのオンラインターゲット広告配信補助のため、第三者の広告代理店ネットワークおよび広告主が、当社サービス利用に関するお客様のWeb上の行動に関する情報を収集することを許可する。」
4(c)項 「お客様との合意の有無に関わらず、当社が第三者調査パートナーへ開示する集積データにお客様のデータを含む可能性がある。但し、当該パートナーは、対象情報を科学誌に公開しないものとする。」
4(d)項 「当社は、お客様へのより良いサービスの提供、およびユーザーエクスペリエンス向上のため、関連会社または23andMe管理下にある他社(当社の子会社、および親会社、兄弟会社を含む)へお客様の個人情報の一部または全てを共有する。」
遺伝情報差別禁止法(GINA)は、「ほとんど」の場合、雇用主や保険会社による遺伝子情報が基となる差別から個人を保護する。しかし、GINAは長期ケアや身体障害保険提供者に対する同差別には及ばない。

### 欧州連合(EU)
2018年5月25日を以って23andMeは、EU一般データ保護規則(GDPR)への準拠が必要となった。GDPRは、デジタル形式、または構造化ファイルシステムで収集、利用、保存された情報を個人が管理する助けとなり、会社による個人データの利用を制限する一連の規則・規制である。当規則は、EU外へ商品・サービスの提供を行う会社へも適用される。

### 医療研究
蓄積された顧客データは、23andMeにおいて遺伝性疾患の研究者により調査分析される。また、顧客データ利用の権利の製薬会社およびバイオテクノロジー会社への売り渡しや、大学や政府の科学者との共同研究も行われる。2012年7月、23andMeは新会社のCureTogetherを買収した。CureTogetherは、600以上の病状に関するデータを保有するクラウドソーシングの治療法格付けWebサイトを運営する。23andMeにおけるユーザー個人の遺伝子情報の科学誌に発表される可能性がある医療研究への利用は、任意の合意事項となっている。しかし、ユーザーが「個人情報」の利用に合意しなかったとしても、「遺伝子情報」および「自己申告情報」は利用、また23andMeの第三者サービスプロバイダーに共有される可能性がある。
2010年に23andMeは、アメリカ国立衛生研究所が発行する研究の検証(パーキンソン病のリスク要因となるグルコセレブロシダーゼの遺伝暗号指定遺伝子の変異特定)にデータベースが使用されると述べている。
2015年、前ジェネンテック役員であるリチャード・シェラー監督の下、23andMe自身で創薬を行うとの経営判断を下した。その主眼の一つはパーキンソン病であり、新薬開発への引き金となるべくパーキンソン病に関係する稀に起こる変異を探すため、23andMeのデータベースを使用している。また、製薬会社ファイザーとの間で、炎症性腸疾患(潰瘍性大腸炎およびクローン病)の遺伝子要因調査のための研究契約を行った。
ウーチスキによれば、2016年、検査結果が複雑または不明瞭となり、有用な情報を速く、正確に、直接、顧客へ提供するという会社の目的に合致しない恐れがあることから、顧客への次世代遺伝子解析提供のための開発プロジェクトが中止された。また2016年、23andMeは、抑うつに関連するとみられる17の遺伝子座を特定するため、顧客の自己申告データを使用した。
2017年、23andMeおよび製薬会社ルンドベック、シンクタンクMilken Instituteは、双極性障害、うつ病などの精神疾患に焦点を当てた共同研究を開始した。当研究は、障害の遺伝子的要因の特定、並びに精神疾患領域の創薬を目的とする。

### 司法機関による利用
23andMeは、顧客のプライバシーを侵害するとして、司法機関による犯罪解決への遺伝子プロファイルの利用許可を行った履歴はない。2019年2月15日時点で、司法機関からの個別の6回に亘るデータ提供依頼を拒否している。しかし、サービス利用規約の8項によると、「23andMeは、法令または情報保存および開示の正当な必要性への信念に基づき、個人情報の一部または全てを保存し、司法または他の機関へ開示することがある」としている。
少なくとも1事例で、犯罪被害者の身元特定のために23andMeのデータベースが使用された。